# Nathan Ilunga Numbi
Nathan Ilunga Numbi est un homme politique de la République démocratique du Congo. Il est le gouverneur du Lomami depuis mai 2022 et membre de l’Union sacrée de la Nation.

## Biographie
Ilunga Numbi a été député provincial du Kabinda sur la liste du Mouvement social (MS) de Pierre Lumbi.
Ilunga Numbi est gouverneur du Lomami depuis mai 2022 après avoir été élu comme candidat de l’Union sacrée de la Nation au poste, remplaçant Sylvain Lubamba destitué en 2021 et le gouverneur intérimaire Édouard Mulumba Mudiandambu.